# Amolops formosus
Amolops formosus es un género de anfibios anuros de la familia Ranidae.

## Distribución geográfica
Originaria de Asia.